# Jack Fox
Jack Fox (Dallas, 1º settembre 1996) è un giocatore di football americano statunitense che milita nel ruolo di punter per i Detroit Lions della National Football League (NFL).

## Carriera

### Kansas City Chiefs
Fox firmò con i Kansas City Chiefs dopo non essere stato scelto nel Draft il 4 maggio 2019. Fu svincolato prima dell'inizio della stagione regolare Rifirmò con la squadra di allenamento il 30 ottobre 2019 dopo che il punter della squadra, Dustin Colquitt, si infortunò al quadricipite ma fu svincolato nuovamente il 6 novembre.

### Detroit Lions
Fox firmò con la squadra di allenamento dei Detroit Lions il 5 dicembre 2019, passandovi il resto della stagione. Nel successivo training camp fu nominato punter titolare, battendo la concorrenza di Arryn Siposs. Debuttò nella NFL il 13 settembre 2020 contro i Chicago Bears, calciando 4 punt per 197 yard (49,3 di media). Alla fine di settembre fu premiato come miglior giocatore degli special team della NFC del mese. A fine stagione fu convocato per il Pro Bowl e inserito nel Second-team All-Pro dopo che mantenne una media di 49,1 yard per punt.
Nel terzo turno della stagione 2024 Fox ebbe un ruolo fondamentale nella vittoria 20-13 sugli Arizona Cardinals calciando cinque punt, di cui quattro nelle 20 yard avversarie, con una media di 49,4 yard per punt, prestazione che gli valse il riconoscimento di giocatore degli special team della NFC della settimana. A fine stagione fu convocato per il suo secondo Pro Bowl e inserito nel First-team All-Pro dopo avere guidato la NFL con 51,0 yard medie per punt.

## Palmarès
- Convocazioni al Pro Bowl: 2

2020, 2024
- First-team All-Pro: 1

2024
- Second-team All-Pro: 1

2020
- Giocatore degli special team della NFC della settimana: 1

3ª del 2024